# それが彼女のセイギなら
『それが彼女のセイギなら』（それがかのじょのセイギなら）は、真田鈴による日本の漫画作品。月刊コミック電撃大王にて2010年7月号から2013年2月号まで連載された。アスキー・メディアワークス単行本が発行されている、全4巻。

## 単行本
1. 2011年1月27日発売 ISBN 978-4-04-870247-8
2. 2011年8月27日発売 ISBN 978-4-04-870829-6
3. 2012年6月27日発売 ISBN 978-4-04-886723-8
4. 2013年2月27日発売 ISBN 978-4-04-891349-2